# Luciano Rispoli
Luciano Rispoli (Reggio Calabria, 12 luglio 1932 – Roma, 26 ottobre 2016) è stato un conduttore televisivo, autore televisivo e conduttore radiofonico italiano.
Ritenuto uno fra i conduttori della televisione pubblica italiana dagli anni sessanta in poi, nel 1975 fu l'ideatore e conduttore del programma L'Ospite delle 2, il primo talk show televisivo trasmesso in Italia, mentre nella stagione 1983-1984 scrisse e presentò Pranzo in TV, il primo esempio di "dinner talk" italiano.
Tra il 1985 e il 1988 ideò e presentò Parola mia, il programma di maggior successo, incentrato sulla lingua e la letteratura italiana.
Come responsabile della direzione programmi radiofonici della Rai, commissionò spettacoli come Bandiera gialla (1965-1970), di cui inventò anche il titolo, Gran varietà (1966-1979), Il buttafuori che ispirò Corrado nell'ideazione de La Corrida - Dilettanti allo sbaraglio (1968-1979) e Chiamate Roma 3131 (1969-1974), lanciando, tra gli altri, personaggi come Maurizio Costanzo, Gianni Boncompagni, Paolo Villaggio, Raffaella Carrà, Paolo Limiti.
Fu per 10 anni direttore del Dipartimento Scuola Educazione (1977-1987).

## Biografia
Figlio di un colonnello calabrese dell'Esercito Italiano, Andrea Rispoli, e di un'aristocratica calabrese, Isabella Mantella, ebbe due fratelli, Francesco e Luigi, e una sorella, Maria Luisa, morta all'età di tre anni a causa di una meningite fulminante.
La sua infanzia coincide con la guerra. Il padre, comandante di un reggimento dei carristi a Bologna, dove si era trasferita per un periodo l'intera famiglia, viene deportato in Germania per due anni. Il fratello Luigi, partigiano, viene torturato e ucciso a Bologna. Nel 1946, la famiglia, dopo un periodo di permanenza a Cento e un breve ritorno nel capoluogo emiliano, torna a vivere in Calabria, a Soverato, che lascerà definitivamente nel 1952 per trasferirsi a Roma. Luciano si iscrive alla facoltà di scienze politiche e successivamente opta per giurisprudenza, che abbandona, tuttavia, a pochi esami dal conseguimento della laurea, desideroso, anche su consiglio di un caro amico, di intraprendere una strada nel mondo della radiotelevisione.
Nel 1954, anno di inizio dei programmi ufficiali della televisione italiana, Vittorio Veltroni lo sottopone al provino decisivo di un concorso per radiocronisti delle Radiosquadre, nuclei mobili itineranti che realizzavano programmi radiotelevisivi locali per invogliare i cittadini a sottoscrivere l'abbonamento. Superato l'esame, Rispoli viene scelto come sostituto di Enzo Tortora, ormai in procinto di passare alla TV, firma il suo primo contratto con la Rai e inizia una carriera che lo porterà a diventare noto nella radiotelevisione italiana.
Il 9 luglio 1962, nella chiesa di San Giovanni Rotondo, in una cerimonia officiata alle 5 del mattino da Padre Pio, di cui era fedele devota sua madre, Rispoli sposa Teresa Betto, dalla quale avrà tre figli: Valeria e i gemelli Alessandro e Andrea.
Il 26 ottobre 2016 Mariano Sabatini, a lungo suo collaboratore, ne annuncia la morte, avvenuta nell'abitazione di Casal Palocco all'età di 84 anni, dopo una lunga malattia.
La sua vita e la sua importante carriera, che ne hanno fatto uno dei volti più popolari per oltre un cinquantennio, è raccontata in Ma che belle parole! Luciano Rispoli Il fascino discreto della radio e della Tv da Mariano Sabatini nel 2022 per Vallecchi editore, in occasione dei 90 anni dalla nascita del conduttore.

### Carriera
Dai programmi locali passa a quelli nazionali delle radiosquadre debuttando con la rubrica La radio per le scuole, programma rivolto ai ragazzi per facilitare l'approccio allo studio.
Nel 1955 fa il suo debutto televisivo a livello regionale, con Telescuola, programma Rai finalizzato all'educazione dei ragazzi impossibilitati da condizioni economiche o geografiche a frequentare un istituto scolastico.

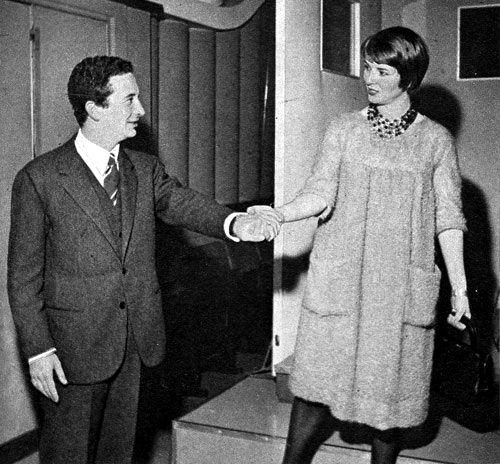
Luciano Rispoli in compagnia di Delia Scala (1961)

Dal 1959 al 1961 cura e conduce Il buttafuori, rassegna radiofonica di nuovi talenti da far esordire nel segmento Evviva il campione del programma Gran Gala condotto da Delia Scala.
Il 19 marzo del 1961 debutta sul Programma Nazionale conducendo alle 19:05 la prima puntata (la seconda sarà trasmessa il 25 aprile) del varietà televisivo Piccola Ribalta, concorso ENAL cui partecipano cantanti, attori e fantasisti giunti in finale attraverso una serie di selezioni a carattere regionale, con la regia di Lino Procacci. Esperienza che ripete l'anno seguente con altre due puntate, trasmesse il 14 e il 21 marzo.
Nel corso degli anni sessanta è ideatore e conduttore di trasmissioni radiofoniche, quali Radiostop, Il vostro spettacolo e Tu sei il mio paese, nonché de Il vostro Juke-Box'z, del quale però non cura la conduzione.
Come caposervizio del settore Rivista Varietà, lancia in Rai Maurizio Costanzo, in qualità di autore del programma radiofonico Canzoni e nuvole, condotto da Nunzio Filogamo, nel 1963. Con Il sabato del villaggio nel 1967 introduce alla radiofonia Paolo Villaggio, da lui scoperto grazie allo stesso Costanzo presso il Setteperotto, locale romano di cabaret. Nel 1968 promuove l'esordio radiofonico di Paolo Limiti, come autore de La maga Merlini. Raffaella col microfono a tracolla, ideato da Rispoli, è invece il primo programma radiofonico di Raffaella Carrà, nel 1969. 
Negli anni settanta è vicedirettore dei programmi per giovani e famiglie della direzione programmi culturali, ma non interrompe l'attività di ideatore e conduttore.

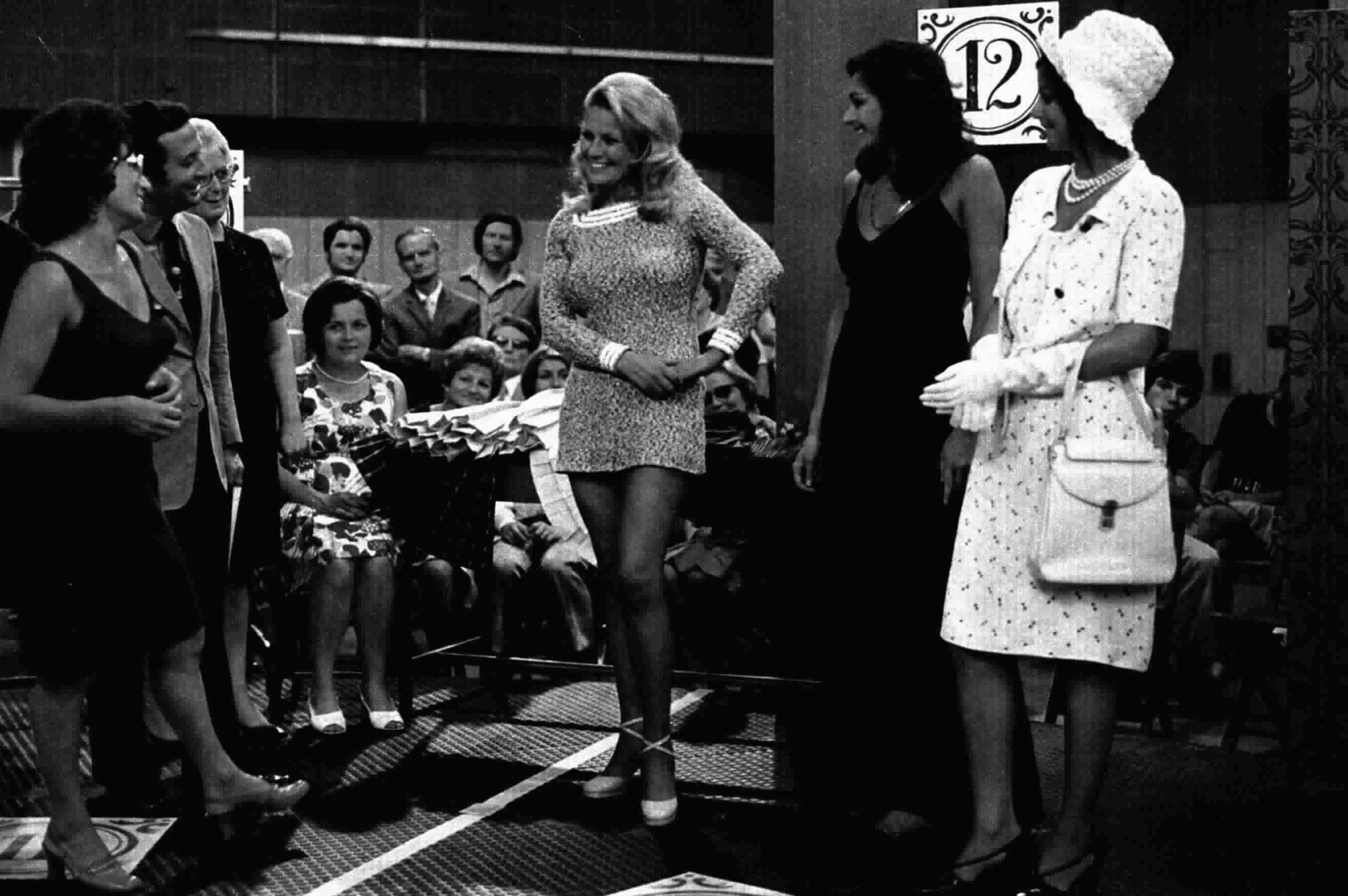
Luciano Rispoli conduce Il gioco dei mestieri (1972)

Dal 9 gennaio al 27 febbraio 1972 alle 12:30 presenta sul Programma Nazionale otto puntate, registrate a colori negli studi di Torino, del quiz domenicale Il gioco dei mestieri, scritto da Paolini e Silvestri e diretto da Carlo Quartucci. Il confronto si sviluppa su una pista in una sorta di Gioco dell'oca, dove i partecipanti tramite i rispettivi consorti, gettano un grosso dado di legno e avanzano lungo 18 caselle rispondendo a domande che riguardano il loro mestiere. Vince mezzo milione di lire chi percorre per primo la pista e arriva alla diciottesima casella, mentre attorno i colleghi di lavoro fanno il tifo. Durante lo spettacolo, i concorrenti sono sollecitati a parlare del loro lavoro e dei loro problemi. La prima puntata riguarda il mestiere del muratore, mentre nelle successive vengono coinvolti pescatori, baristi, sarte, agricoltori, parrucchiere, meccanici e fornai. Il successo induce Rispoli, Paolini e Silvestri a varare l'anno successivo, dal 7 gennaio al 1º aprile, una seconda edizione da 13 puntate, trasmesse stavolta in bianco e nero, dirette da Alda Dada Grimaldi, sempre dagli studi di via Verdi. Lo spettacolo verrà poi riproposto in una terza e ultima edizione, su Rai Uno, in diretta da Torino nella stagione televisiva 1984-1985, con la regia di Claudia Caldera.
Dal 25 giugno al 24 settembre 1972, Rispoli presenta sempre sul Programma Nazionale, dallo studio 5 di via Teulada, La partita, conversazione-gioco trasmessa la domenica alle 19:10, curata ancora da Paolini e Silvestri e con la regia di Piero Panza. Ciascuna delle 11 puntate affronta un argomento diverso ed è incentrata sulla scoperta di aspetti ignoti degli oggetti di uso comune, illustrati da esperti in studio. La prima puntata si occupa del telefono. Esaurita la parte nozionistica e divulgativa, gli ultimi minuti della trasmissione sono dedicati alla gara, che consiste in una sorta di partita, da cui il titolo del programma, a poker tra i concorrenti e il conduttore, basata su domande relative agli argomenti trattati nella giornata.
Dal 12 giugno al 17 luglio del 1973, Rispoli è autore e conduttore delle cinque puntate di Ma che tipo è?, programma di genere candid camera trasmesso il martedì in prima serata sul Secondo Programma dallo Studio 1 del centro di produzione TV di Napoli, con la regia di Piero Panza. I due ospiti, che non devono disporre di alcuna esperienza con gli studi televisivi, sono invitati in trasmissione con un pretesto e poi coinvolti in finte situazioni interpretate dietro le quinte dagli attori Carla Tatò e Flavio Bucci. Una volta informati di essere stati ripresi da telecamere nascoste, entrano in studio a commentare scherzosamente insieme al conduttore i comportamenti da loro assunti durante gli scherzi di cui sono stati vittime.
Nel 1974, Rispoli propone e conduce Parliamo tanto di loro, con la regia di Lino Procacci, la collaborazione di Maria Antonietta Sambati e la consulenza dello psicanalista Mario Vittorio Rossi, programma suddiviso in due edizioni: la prima di sei puntate trasmessa la domenica alle 14 sul Programma nazionale dal 13 gennaio al 17 febbraio, la seconda di nove puntate in onda il martedì alle 21 sul Secondo Programma dal 2 luglio al 27 agosto. Nei giorni precedenti la trasmissione, Rispoli rivolge domande a bambini tra i sei e gli undici anni, messe a punto con l'aiuto di studiosi e specialisti, riguardanti i loro gusti, preferenze e sentimenti, per poi chiedere a genitori presenti in studio, non necessariamente quelli dei fanciulli intervistati, di indovinare le risposte fornite. Il mondo dei bambini, insomma, visto dagli occhi dei genitori e degli educatori. La trasmissione si avvale di una rubrica fissa di pronto soccorso pediatrico tenuta dalla dottoressa pediatra Maria Vittoria Antonaroli, cui partecipa Anna Maria Gambineri nel ruolo della madre apprensiva e allarmista che, a ogni puntata, prospetta un caso diverso di pronto intervento.
Nel 1975, in un'epoca ancora influenzata dall'austerity e contrassegnata da lunghi pomeriggi domenicali in casa, è ideatore e conduttore del programma L'Ospite delle 2. In una scenografia alquanto scarna (salotto con video wall e divani su sfondo nero), Rispoli presenta il primo talk show nella storia della televisione italiana, incentrato su un argomento a tema, con ospiti amati dalla gente, introducendo in casa del telespettatore, con toni tranquilli e casalinghi, una sorta di amico pubblico, di invitato speciale. Tra gli altri, furono lo storico della televisione Michele Sorice e lo scrittore Giuseppe Tabasso a definirlo il primo talk show italiano, antecedente al Bontà loro di Maurizio Costanzo.
Nel 1976 Rispoli, in qualità di curatore dei palinsesti dei programmi per ragazzi, commissiona a Bruno Lauzi una canzone, chiedendogli un testo orecchiabile per la TV e i bambini, che trasmetta un messaggio contro l'abbandono degli animali domestici. Nasce così Virgola, nome di un cagnolino lasciato dai suoi padroni. Nello stesso anno Rispoli conduce l'edizione radiofonica del talk show televisivo L'Ospite delle 2 - L'Ospite della domenica - in onda la domenica alle 13 su Rai Radio Due. 
Nel 1977 viene nominato direttore del Dipartimento Scuola Educazione, incarico che mantiene fino al 1987 curando programmi scientifici e medici a carattere didattico e divulgativo, e lanciando alla conduzione figure come Paola Saluzzi, Rosanna Lambertucci (Domande a Radio Due, 1978) e Livia Azzariti, (Colloqui sulla prevenzione - Curarsi mangiando, 1984).
Nel 1980 idea, insieme a Pino Adriano, la rubrica settimanale Intervista con la scienza, in onda il martedì alle 18 sulla Rete 1, con la regia dello stesso Adriano, in cui intervista nomi di spicco in ambito scientifico, tra cui Rita Levi-Montalcini, Margherita Hack, Angioletta Corradini, Arturo Falaschi, Livia Tonolli, Luciano Cagliotti, Paola Malanotte Rizzoli, Vincenzo Cappelletti, Edoardo Amaldi.
Dal 4 marzo al 6 maggio 1982, nell'ambito della fascia L'Appuntamento, conduce, tutti i giovedì alle 18:50 sulla Rete 1 dallo Studio 5 di via Teulada, I Quaranta ruggenti di Vincenzo Di Mattia e Adriana Borgonovo, con la regia di Arnaldo Ramadori, programma in nove puntate incentrato su interviste a personaggi di successo quarantenni, pungolati dalle domande poste dal conduttore, con la presenza di Peppino Gagliardi a punteggiare la trasmissione con interventi musicali al pianoforte.
Nella stagione televisiva 1983-1984, propone Pranzo in TV, primo esempio di "dinner talk" trasmesso dalla televisione italiana, con una prima edizione, quattro chiacchiere a tavola da un lunedì all'altro, in onda settimanalmente in seconda serata, dal 7 novembre 1983 al 9 gennaio 1984 (ad eccezione del 21 e del 28 novembre), con la regia di Claudia Caldera. La seconda edizione, Pranzo in TV - quattro chiacchiere a tavola da un sabato all'altro, fu trasmessa dal 31 marzo al 26 maggio 1984, sempre diretta da Claudia Caldera. Il programma riuniva intorno a una tavola imbandita un gruppo eterogeneo di persone di diverse età e professioni, tra cui personaggi noti e gente comune in rappresentanza di uno spaccato della società italiana di quegli anni. Durante il pasto, gli ospiti conversavano in modo amichevole commentando temi personali e fatti d'attualità in base agli spunti proposti da Rispoli, degustando le pietanze preparate dalla Signora Lucia, la gastronoma romana Lucia Fadda. Nel giugno 1984, in virtù dei buoni ascolti ottenuti, Pranzo in TV - quattro chiacchiere a tavola da un giorno all'altro, venne trasmesso quotidianamente alle 12, in diretta dallo Studio 5 di via Teulada, in sostituzione dello show Pronto, Raffaella?, interrotto per la pausa estiva. La versione meridiana prevedeva anche la presenza fissa di Livia Azzariti, medico di famiglia dello show, Patricia Pilchard, che conduceva giochi telefonici a premi con il pubblico, e Giorgio Bracardi, che interpretava gag con i suoi personaggi più celebri.
Dall'aprile al giugno 1985 Rispoli è autore e conduttore di Pomeridiana, programma trasmesso in diretta da Torino dal lunedì al venerdì, con la regia di Claudia Caldera, in 49 puntate di dialogo telefonico con i telespettatori su temi generali intorno ai quali venivano coinvolti anche ospiti celebri.
Dal 1985 al 1988 idea e conduce Parola mia, il suo programma di maggior successo in termini di gradimento, dove alla conduzione viene affiancato da Anna Carlucci. Incentrato sulla lingua italiana, con la partecipazione in qualità di arbitro del linguista Gian Luigi Beccaria, va in onda in diretta dallo studio 2 di Torino alle 18:30 su Rai Uno per tre stagioni. Le domande sono di attualità e di cronaca e i premi sono libri invece di gettoni d’oro. Cantanti, attori e ospiti più o meno famosi sono testimoni di linguaggi diversi (politico, giornalistico, sportivo...).
Nel 1987, in concomitanza col Giro ciclistico d'Italia, Rispoli conduce su Rai Uno il concorso a premi La grande corsa, con 18 giovani impegnati in una sorta di Giro d'Italia che si sfidano sulla conoscenza dei luoghi visitati, sui quali redigono un tema che sarà l'oggetto della gara.
Nella stagione 1987-1988, su Rai Due, cura, insieme a Ludovico Peregrini, e conduce Una grande occasione, quiz che mette in palio un miliardo di lire da assegnare a una famiglia media italiana che, attraverso varie simulazioni, dimostri di saper amministrare la somma meglio degli altri nuclei in gara. Le simulazioni vengono giudicate da tre esperti: uno finanziario, uno assicurativo e uno bancario. Al termine delle dodici puntate disputano la finale due famiglie, che si sfidano per decidere la vincitrice assoluta della somma messa in palio. 
Dal 19 agosto 1988 al 20 gennaio 1989, cura e conduce Trenta storie d'amore, in onda tutti i venerdì alle 11 su Rai Radio 1, in cui si narrano le vicende amorose di personaggi celebri e non. 
Nel 1988-1989, idea e conduce Argento e oro, quiz trasmesso in diretta dagli studi di Torino, rivolto soprattutto agli spettatori nati prima degli anni sessanta. Il pubblico da casa risponde a domande sugli anni trenta e cinquanta, coadiuvato da coppie di concorrenti in studio, che si cimentano anche su argomenti riguardanti tempi più recenti e spaziano sui temi più disparati: storia, cronaca, spettacolo, costume. 
Nel 1990 Rispoli approda a Telemontecarlo, dove conduce il gioco-spettacolo Ho fatto 13!!!, accompagnato da un gruppo di comici, il varietà rievocativo delle canzoni di Sanremo La più bella sei tu (tre edizioni), fino a quando, nel 1990, non inventa e conduce, affiancato da Melba Ruffo, Tappeto volante, talk show quotidiano del pomeriggio (in onda successivamente anche in seconda serata col titolo Le mille e una notte del Tappeto volante), cui partecipano personaggi illustri italiani e non solo. Lo show viene trasmesso dal 1993 al 2000 sulla rete monegasca; poi su Odeon, Rai Sat e infine su Canale Italia (e in contemporanea sul canale 883 di Sky Italia).
Dal 30 settembre 1991 al 26 giugno 1992, conduce dal lunedì al venerdì alle 12:50 su Rai Radio Due la seconda edizione del gioco Impara l'arte, Consigli disinteressati a premi di Sergio Paolini, con i concorrenti chiamati a rispondere a domande inerenti ad alcuni temi specifici. Elio Pandolfi e altri attori sono gli interpreti delle scenette-quiz, Paolo Padula è il giudice-arbitro e Massimiliano Fasan il regista.
Dal 28 settembre 1992 al 21 gennaio 1993, conduce, sempre dal lunedì al venerdì alle 12:50, su Rai Radio Due, Il signor Bonalettura, programma scritto da Sergio Paolini in cui indossa i panni del Signor Bonaventura premiando i concorrenti e i radioascoltatori ai quali vengono posti quesiti in merito alla lettura di giornali, settimanali e libri.
Nel 2002 propone su Rai Uno il talk Casa Rispoli, interviste dal salotto della sua abitazione.
Nel 2002-2003 lancia su Rai Tre una nuova edizione quotidiana di Parola mia, voluta da Giovanni Minoli, settanta puntate all'ora di pranzo.
Nell'estate 2008 Antonio Ricci lo vuole presidente della giuria di giornalisti a Veline, su Canale 5.
Nel 2009 è tra gli opinionisti de L'Italia sul 2, condotto da Milo Infante e Lorena Bianchetti su Rai 2.
Dal 6 marzo 2010 approda sull'emittente Roma Uno, con una serie di interviste di un'ora ai protagonisti dello spettacolo, della politica e della cultura. L'esperienza si conclude dopo tre mesi.

### Carta stampata
Ha scritto e curato rubriche su quotidiani e periodici quali La Domenica del Corriere, La Voce Repubblicana, TV Sorrisi e Canzoni, il Radiocorriere TV, FilmTv, L'Indipendente, Eva Express, La Nazione e Il Resto del Carlino. Dal dicembre 2009 ha collaborato come editorialista al quotidiano Metro, diretto da Giampaolo Roidi.
Nel luglio 2012, in occasione dei suoi 80 anni, il settimanale Vanity Fair gli dedica una lunga intervista-ritratto.

## Programmi televisivi
- Piccola ribalta (Programma Nazionale, 1961-1962)
- Il gioco dei mestieri (Programma Nazionale, 1972-1973; Rai 1, 1984-1985)
- La partita (Programma Nazionale, 1972)
- Ma che tipo è? (Secondo Programma, 1973)[45]
- Parliamo tanto di loro (Programma Nazionale, 1974)
- L'Ospite delle 2 (Programma Nazionale, 1975; Rete 1, 1976)
- Intervista con la scienza (Rete 1, 1980-1981)
- I Quaranta ruggenti (Rete 1, 1982)
- Pranzo in TV (Rai 1, 1983-1984)
- Pomeridiana (Rai 1, 1985)
- Parola mia (Rai 1, 1985-1988; Rai 3, 2002-2003)
- La grande corsa (Rai 1, 1987)
- Una grande occasione (Rai 2, 1987)
- Premio La Navicella  (Rai 1, 1989)
- Argento e oro (Rai 2, 1989)
- La rete (Rai 2, 1990)
- In bocca al Lupo (Rai 1, 1990)
- Ho fatto 13!!! (Telemontecarlo, 1991)
- La più bella sei tu (Telemontecarlo, 1991-1993)
- Tappeto volante (Telemontecarlo, Odeon, Rai Sat Album, Canale Italia, 1993-2009)
- Le mille e una notte del Tappeto volante (Telemontecarlo, 1994-1995)
- Le mille e una nota del Tappeto Volante (Telemontecarlo, 1995)
- La Posta del Tappeto volante (Telemontecarlo, 1996-1997)
- Tappeto volante - Bella serata di prima estate (Telemontecarlo, 1997)
- Il Grande Affascinante Gioco delle Parole (Telemontecarlo, 1997)
- Casa Rispoli (Rai 1, 2002)
- Protagonisti (Roma Uno, 2010)

## Programmi radiofonici
- La radio per le scuole (Secondo Programma, 1959)
- Il buttafuori (Secondo Programma, 1959-1961)
- Il vostro spettacolo (Secondo Programma, 1960)
- Radiostop (Secondo Programma, anni sessanta)
- Il vostro juke-box (Secondo Programma, 1961)
- L'Ospite della domenica (Secondo Programma, 1976)
- Trenta storie d'amore (Rai Radio 1, 1988)
- Impara l'arte (Rai Radio 2, 1992)
- Il signor Bonalettura (Rai Radio 2, 1992-1993)

### Autore o collaboratore
- Bandiera gialla (Secondo Programma, 1965-1970)
- Gran varietà (Secondo Programma, 1966-1979)
- La corrida (Secondo Programma, 1968-1979)
- Il sabato del Villaggio (Secondo Programma, 1968)
- Chiamate Roma 3131 (Primo Programma, 1969-1974)

## Imitazioni
- Tra gli imitatori più famosi di Rispoli figurano Fabio Fazio, Neri Marcorè, Pierluigi Oddi, Mario Zamma e Max Tortora, che propone un riuscitissimo Rispoli sempre arrabbiato e "parolacciaro"; in Sì, proprio io ed. Einaudi, il comico romano parla di come nacque la sua passione per Rispoli e per il Tappeto volante.
- Stefano Disegni ha dedicato al conduttore una esilarante strip di Telescherno.
- Rispoli è stato il primo testimonial dell'Euro, al momento dell'introduzione, in una serie di spot pubblicitari istituzionali.[46]

## Opere
- Parola mia, 1986
- Andrea ragazzo tv, 1987
- A pranzo con..., 1987
- Impara l'arte: manuale di tuttologia pratica (con S. Paolini), 1992

## Riconoscimenti
- Varie volte[non chiaro] vincitore del Premio Regia Televisiva-Oscar Tv di Daniele Piombi, ultimo dei quali nel 2000 con Sandra Mondaini, Piero Angela, Pippo Baudo, Fabio Fazio ed altri, in occasione del quarantennale.
- Candidatura ai Telegatti
- Premio Flaiano
- Premio Cesare Marchi (attribuitogli da Indro Montanelli)
- Premio Simpatia, Comune di Roma
- Premio Castello narrativa per ragazzi, con il romanzo Andrea ragazzo Tv
- Premio Margherita d'oro 2003, per la sezione giornalistica alla carriera